# The Wreckers
The Wreckers és un duo de country pop format per la Michelle Branch i la Jessica Harp.

## Història
Es van conèixer quan les dues promocionaven la seua música a les respectives webs, intentant trobar un contracte i mostrant i venent els seus CDs independents.
Els fans de les dues van dir-s'hi que s'assemblaven molt i van començar a enviar-se e-mails.
Quan la Michelle va ser contractada per Marverick, durant la seua promoció per les ràdios locals, va quedar amb la Jessica a l'aeroport de Kansas City a Missouri. Van conèixer-se allà i van parlar del que els agradava: música, tatuatges i gelats.
Al cap d'un temps quan la Michelle feia el tour pel seu primer disc amb la discogràfica la va convidar perquè li fes els cors. En el següent album "Hotel Paper" aquesta última ja els fa a la cançó Desperately.
Poc després, ja hi havia rumors de què farien un grup que es diria "The Cast County Home Wreckers" que els havia posat el marit de Branch perquè les relacions que havien tingut aquestes noies eren amb xics que estaven emparellats o casats, la majoria de vegades.
Quan la discogràfica li va preguntar a la Michelle què faria, els va dir que volia fer un grup. No s'ho van prendre gaire bé. Va trucar a la Jess que anava de camí a Nashville a firmar un contracte i li van fer fer mitja volta.
Warner Nashville va apostar pel que volien fer i va poder tirar endavant el seu primer i únic àlbum d'estudi "Stand Still, Look Pretty".

## Discogràfia
- Stand Still, Look Pretty (2006)

Que inclou Leave The Pieces (1r single), My Oh My (2n senzill), Tennessee (3r senzill en què el video no va sortir mai) i Cigarettes (4t senzill, i passat a anomenar The Old Dirt Road i anomenat a vegades, pels fans com Salty Rolls o Old Dirt Road)